# Josef Kratochvíl
Josef Kratochvíl noto anche come Josef Kratochvíl-Kráťa (Kladno, 9 febbraio 1905 – 8 luglio 1974) è stato un allenatore di calcio e calciatore cecoslovacco, di ruolo attaccante.

## Carriera

### Nazionale
Il 24 maggio 1925 esordisce contro l'Austria (3-1).

### Allenatore
Tra il 1936 e il 1938 ha allenato il Kladno assieme a Josef Kuchynka.

## Palmarès

### Club

#### Competizioni nazionali
- Campionato cecoslovacco: 2

Slavia Praga: 1925, 1928-1929